# Junkers EF 61
Lo Junkers EF 61 fu un bombardiere bimotore ad ala media sviluppato dall'azienda aeronautica Junkers Flugzeug- und Motorenwerke AG (JFM) nei tardi anni trenta e rimasto allo stadio di prototipo.
Realizzato per rispondere ad una specifica emessa dal Reichsluftfahrtministerium (RLM, ministero dell'aria) per un bombardiere d'alta quota, il suo sviluppo venne interrotto dopo aver constatato un insormontabile problema nella costruzione per il livello tecnico allora raggiunto.

## Storia del progetto
Nel 1935 il Reichsluftfahrtministerium (RLM), il ministero della Germania nazista deputato all'intera gestione dell'aviazione tedesca del periodo, grazie all'esperienza acquisita nella realizzazione e sviluppo dello sperimentale Junkers Ju 49, contattò la Junkers proponendole una specifica relativa allo sviluppo di un nuovo velivolo multiruolo da alta quota da assegnare ai futuri reparti della Luftwaffe. Tra le caratteristiche richieste la possibilità di essere utilizzato nel ruolo di aereo da ricognizione o bombardiere, con capacità di trasportare un carico bellico in bombe da caduta pari a 1 000 kg, e la dotazione, come armamento da difesa, di una mitragliatrice. L'ordine sottoscritto prevedeva la realizzazione di due prototipi, indicati con Werk Nummer (numero di serie) 4931 e 4932, da avviare alle valutazioni e che, in caso di approvazione, sarebbero stati seguiti da un primo lotto di sette unità.
Il progetto venne affidato ad Herbert Wagner, arrivato alla Junkers nel settembre 1935, il quale preferì non basarsi sul precedente Ju 49 iniziando un disegno dall'approccio completamente diverso, un bimotore di costruzione interamente metallica caratterizzato dall'intera parte anteriore della fusoliera pressurizzata e dal naso dotato di ampia finestratura al fine di garantire il miglior campo visivo all'osservatore/puntatore. Per la propulsione venne ritenuto equipaggiare il modello con un nuovo motore V12 sempre dell'azienda di Dessau ed in quel momento in fase di sviluppo, lo Junkers Jumo 211. Il progetto introduceva numerose tecnologie all'avanguardia che, seppur causarono ritardi al programma di sviluppo e malfunzionamenti tali da comprometterne l'avvio alla produzione in serie, vennero riutilizzate efficacemente nel successivo Junkers Ju 86.
La costruzione del primo prototipo, identificato come EF 61 E1 (da Entwicklungsflugzeug) e Wk.Nr. 4931, venne avviata nel marzo 1936 con alcune sostanziali differenze rispetto al progetto originale. Dato che erano sorti grossi problemi nella pressurizzazione della sezione della fusoliera si preferì adottare una soluzione simile a quella dello Ju 49, con una cabina di pilotaggio completamente stagna realizzata a parte ed inserita nella struttura, così che la parte anteriore non era ancora fornita della vetratura prevista la quale si limitava in un'unica finestra circolare. Inoltre, ritenendo ancora prematuro l'avvio ad una produzione in serie per lo Jumo 211, si preferì equipaggiare il velivolo con una coppia di Daimler-Benz DB 600A opportunamente modificati ed in grado di erogare 950 PS (699 kW) ciascuno.
In questa configurazione l'EF 61 E1 venne portato in volo per la prima volta dall'aerodromo dell'azienda di Dessau il 4 marzo 1937 iniziando una serie di prove in volo che però vennero interrotte nel settembre di quello stesso anno a causa di un incidente nel quale il velivolo venne perso.
Il secondo prototipo, EF 61 E2 e Wk.Nr. 4932, volò il 18 dicembre 1937 seguendo la stessa sorte del primo dopo pochi mesi. Destinato a prove in volo sulla aeroelasticità, o più precisamente i fenomeni di flutter venne ugualmente perso in un incidente.
Venne deciso quindi di interrompere lo sviluppo del modello dato che, in quel periodo, era ritenuto impossibile risolvere il problema di abbinare una sezione anteriore completamente vetrata in un velivolo che operasse ad alta quota.

## Utilizzatori
Germania
- Luftwaffe

utilizzato solo in prove di valutazione.